# 非常異視界
《非常異視界》，是中天娛樂台談話性綜藝節目，2016年9月26日至2017年6月23日首播，主持人郭子乾、助理主持人曾智希。接檔節目為《真的？假的》。

## 節目大事記
- 2016年9月21日，節目舉行造勢記者會，宣布即將開播。
- 2016年9月26日，節目開播。
- 2017年6月23日，節目播出最後一集。

## 播出時間
以下時間以當地時間（台灣時間）為準

### 首播
| 頻道       | 所在地 | 播映日期                      | 星期         | 播出時段     |
| ---------- | ------ | ----------------------------- | ------------ | ------------ |
| 中天娛樂台 | 臺灣   | 2016年9月26日－2017年6月23日  | 每週一至週五 | 23:00－00:00 |
| 中視菁采台 | 臺灣   | 2016年12月21日－2017年3月24日 | 每週一至週五 | 22:00－23:00 |
| 中視經典台 | 臺灣   | 2017年6月－至今               | 每週一至週五 | 15:00－16:00 |

## 主持人
- 2016年9月26日－2017年6月23日(共3季)：主持人郭子乾、助理主持曾智希 (蔡祥代班助理主持部分集數)

## 外部連結
- 非常異視界 - 中天電視 （页面存档备份，存于）
- 非常異視界 - MOD節目表 （页面存档备份，存于）
- 非常異視界的Facebook專頁
- YouTube上的《非常異視界》HD完整版播放列表
- YouTube上的《非常異視界》精采片段播放列表
- YouTube上的《非常異視界》邱教授說故事播放列表

## 節目列表

### 2016年
| 集數 | 日期     | 主題                               | 集數 | 日期     | 主題                                    | 集數 | 日期     | 主題                                         |
| ---- | -------- | ---------------------------------- | ---- | -------- | --------------------------------------- | ---- | -------- | -------------------------------------------- |
| 01   | 09月26日 | 外星人摻一腳?!美國大選好熱鬧!      | 02   | 09月27日 | 全民瘋抓寶 台灣果真是寶地?              | 03   | 09月28日 | 天上掉下來的禮物 竟比鑽石還貴?!              |
| 04   | 09月29日 | 木乃伊現蹤!外星人的陰謀            | 05   | 09月30日 | 外星人 啟動連線地球模式?                | 06   | 10月3日  | 人類始祖！竟是外星人?!                       |
| 07   | 10月4日  | 激戰外星人!                        | 08   | 10月5日  | 凡走過必留下痕跡 尋找外星人足跡         | 09   | 10月6日  | 神祕生物 從外星來的朋友?                     |
| 10   | 10月7日  | 傳說中的古文明                     | 11   | 10月10日 | 想跑！外星人要抓你做研究!               | 12   | 10月11日 | 穿越時空預知未來                             |
| 13   | 10月12日 | 講到古埃及就會想到                 | 14   | 10月13日 | 原來這就是飛碟呀                        | 15   | 10月14日 | 西方希特勒VS.東方秦始皇                      |
| 16   | 10月17日 | 你不知道的海世界!                  | 17   | 10月18日 | 神秘地心文明!                           | 18   | 10月19日 | 天有異象?月來月奇怪!                         |
| 19   | 10月20日 | 羅馬競技場之人類工藝               | 20   | 10月21日 | 火星任務有沒有?                         | 21   | 10月24日 | 世界秘術奇異萬千!                            |
| 22   | 10月25日 | 世界神奇預言竟然全應驗?            | 23   | 10月26日 | 神秘詛咒？盜墓者為何總是                | 24   | 10月27日 | 不再神秘的特異功能?                          |
| 25   | 10月28日 | 巧合?天機?陰謀?鈔票藏玄機          | 26   | 10月31日 | 尋找外星人在歷史上的蹤跡                | 27   | 11月1日  | 無法解釋的神祕之謎!                          |
| 28   | 11月2日  | 神秘麥田圈 不說你不知道!           | 29   | 11月3日  | 讓我們往神秘通道冒險去吧!               | 30   | 11月4日  | 驚!美國村民竟一夜消失?                       |
| 31   | 11月7日  | 「黑衣人」外星人的地球暗樁？！     | 32   | 11月8日  | 星情翻轉？！別再喜星厭舊了！            | 33   | 11月9日  | 外星人到底是善意還惡意？麥田圈的形成是靠它！ |
| 34   | 11月10日 | 人類遜了？外來的文明比較強？       | 35   | 11月11日 | 女兒真是爸爸上輩子的情人？！            | 36   | 11月14日 | 我的寶貝藏不住了！                           |
| 37   | 11月15日 | 擋不住的噴發 失落的古城            | 38   | 11月16日 | 破解世界之謎！你該知道的符號學!         | 39   | 11月17日 | 神秘的北緯30度未解之謎！                     |
| 40   | 11月18日 | 走開！「盜墓」讓專業的來！         | 41   | 11月21日 | 幻想與現實中的神祕遊記！                | 42   | 11月22日 | 夢遺留在現實的那時起！                       |
| 43   | 11月23日 | 默默在背後操控世界的神秘組織？     | 44   | 11月24日 | 狂震墜落地 震到不知處！                 | 45   | 11月25日 | 巫蠱邪降是求財還是身敗？                     |
| 46   | 11月28日 | 別讓外國人看小 台灣其實不簡單...   | 47   | 11月29日 | 有夠夭獸！半獸人是人還是...             | 48   | 11月30日 | 打開地球任意門！                             |
| 49   | 12月1日  | 我要打十個！地球與外星人開戰啦！   | 50   | 12月2日  | 山河變色氣候異動 人類何時面臨滅絕危機？ | 51   | 12月5日  | 算你狠！原來都是命中註定？                   |
| 52   | 12月6日  | 三星堆滿天 解開世紀之謎！          | 53   | 12月7日  | 小行星瘋撞地球 末日不斷擦肩過？         | 54   | 12月8日  | 別以為武俠小說世界不存在！                   |
| 55   | 12月9日  | 福島輻島 傻傻分不清？！            | 56   | 12月12日 | 得罪方丈還想跑！法器無邊！              | 57   | 12月13日 | NASA以假亂真？你不知道的事？                 |
| 58   | 12月14日 | 清朝敗亡 竟是因乾隆墓的風水        | 59   | 12月15日 | 神明好忙！管錢管家管治病！              | 60   | 12月16日 | 我的靴子裡有蛇 亦正亦邪？                    |
| 61   | 12月19日 | 好害羞！考古也能挖出情趣？         | 62   | 12月20日 | 就這樣被牽走 你回得來嗎？               | 63   | 12月21日 | 藥的這麼兇怎麼辦?                            |
| 64   | 12月22日 | 地球成戰場？原來外星人曾經這樣玩？ | 65   | 12月23日 | 殺遍宮中無敵手 是四爺嗎？               | 66   | 12月26日 | 膽小勿入！令人毛骨悚然的酷刑                 |
| 67   | 12月27日 | 天啊！什麼玩意兒這麼大？           | 68   | 12月28日 | 請問老師這個劫要怎麼解？                | 69   | 12月29日 | 人類已經被改造了嗎？                         |
| 70   | 12月30日 | 驚天動地 誰搞這麼大？！            |      |          |                                         |      |          |                                              |

### 2017年
| 集數 | 日期     | 主題                              | 集數 | 日期     | 主題                                  | 集數 | 日期     | 主題                            |
| ---- | -------- | --------------------------------- | ---- | -------- | ------------------------------------- | ---- | -------- | ------------------------------- |
| 71   | 01月2日  | 啊～嘶 有殭屍快停止呼吸！！       | 72   | 01月3日  | 外星人來來來！哩來！                  | 73   | 01月4日  | 天上天下 唯武獨尊               |
| 74   | 01月5日  | 命硬不怕運來磨？！                | 75   | 01月6日  | 水裡來海底去神秘 海底跡               | 76   | 01月9日  | 遭毀容辱屍 老佛爺不吉祥啦！     |
| 77   | 01月10日 | 除了一個我 還有千千萬萬個我！     | 78   | 01月11日 | 不時興整形？飛碟怎麼長這樣？          | 79   | 01月12日 | 淫了後宮 失了天下！             |
| 80   | 01月13日 | 這主題倒過來念不好聽：易經        | 81   | 01月16日 | 還想騙 原來真實的始皇帝是...          | 82   | 01月17日 | 趕快回火星吧！地球是很危險的！  |
| 83   | 01月18日 | 是巧合還是緣分 傻傻分不清楚       | 84   | 01月19日 | 有怪獸有怪獸有怪獸 纏著我             | 85   | 01月20日 | 好神奇 家神有祢真好             |
| 86   | 01月23日 | 神獸配帝皇 天下無敵王             | 87   | 01月24日 | 我要站上那金字塔的頂端                | 88   | 01月25日 | 想被野人抓 快去神農架           |
| 89   | 01月26日 | 小年夜 來個大雞大利吧！           | 90   | 01月27日 | 雞唱吉祥到 過年財運好！               | 91   | 01月30日 | 初四接神 神明點名忌出門？       |
| 92   | 01月31日 | 破五送窮 該丟的垃圾清一清         | 93   | 02月1日  | 雞年桃花降臨 喜事連連                 | 94   | 02月2日  | 2017雞會到 開運風水一次打包     |
| 95   | 02月3日  | 解開五芒星的咒縛                  | 96   | 02月6日  | 喔穴！打下去會出人命啦！              | 97   | 02月7日  | 星星知我心 天文奇觀             |
| 98   | 02月8日  | 好個風水寶地－龍脈來              | 99   | 02月9日  | 我吸我吸 我吸吸吸                     | 100  | 02月10日 | 我不姓邪？就怕你不姓？          |
| 101  | 02月13日 | 人跡俱滅－你敢挑戰這地方嗎？      | 102  | 02月14日 | 去去愛情走 看你能閃多久               | 103  | 02月15日 | 努力糞鬥 臭談古今               |
| 104  | 02月16日 | 莫非好事真的都輪不到我？          | 105  | 02月17日 | 女巫究竟是個什麼樣的存在？            | 106  | 02月20日 | 人生海海 盜亦有道               |
| 107  | 02月21日 | 附於我身－鬼神大人祢是誰？        | 108  | 02月22日 | 我家門前有小河 後面有古墓！           | 109  | 02月23日 | 古人有云 有功夫 無懦夫          |
| 110  | 02月24日 | 老子跟你拚了！決戰星球            | 111  | 02月27日 | 我的新娘不是人                        | 112  | 02月28日 | 妖獸骨！這妖孽是哪裡來的？      |
| 113  | 03月1日  | 穿越時空遇見你－時空旅者          | 114  | 03月2日  | 催眠不覺曉 處處都叫好                 | 115  | 03月3日  | 報告班長！這些事我不能做        |
| 116  | 03月6日  | 天下無難事 只怕沒工夫？           | 117  | 03月7日  | 神麼東西 我要召喚祢現形？             | 118  | 03月8日  | 親愛的 巴比倫家不來了           |
| 119  | 03月9日  | 有錢是萬能 沒錢是萬萬不能         | 120  | 03月10日 | 我的身體裡住了好幾個我                | 121  | 03月13日 | 部落的崛起－前往神秘部落！      |
| 122  | 03月14日 | 天堂有路不走 地獄無門偏要闖？     | 123  | 03月15日 | 卍字的起源是從甚麼時候出現？          | 124  | 03月16日 | 祖先牌的對 事事都順遂...？      |
| 125  | 03月17日 | 不說實話 小心被石化               | 126  | 03月20日 | 天靈靈地靈靈 大顯神通符最靈           | 127  | 03月21日 | 變種人需要具備甚麼樣的細胞？    |
| 128  | 03月22日 | 把書燒掉！這歷史全都白讀了！      | 129  | 03月23日 | 功夫好到不要不藥？                    | 130  | 03月24日 | 想陰我！射的你不要不要的        |
| 131  | 03月27日 | 迷魂香－愛神的指南針              | 132  | 03月28日 | 有拜有保佑 這香有禮了！               | 133  | 03月29日 | 背影殺手！月來月神秘            |
| 134  | 03月30日 | 黑水溝、黑水城傻傻分不清楚        | 135  | 03月31日 | 我的那裡怎麼跟你不一樣？              | 136  | 04月3日  | 安娜貝爾閃邊去？                |
| 137  | 04月4日  | 異星怪物猛竄起 毀滅牠們叫不行     | 138  | 04月5日  | 空無之境！明明就是發呆？              | 139  | 04月6日  | 盜盜盜非常盜 挖挖挖挖老墓       |
| 140  | 04月7日  | 一起上吧！ 兵器在手希望無窮       | 141  | 04月10日 | 狂風吹起細雨迷離 向老天借力量         | 142  | 04月11日 | 一命二運三風水 命運操之在己？   |
| 143  | 04月12日 | 天上星星不說話 外星記號眨啊眨     | 144  | 04月13日 | 如果有來生 就是不要你壞壞             | 145  | 04月14日 | 小鬼泰恐怖！精神錯亂不恢復？    |
| 146  | 04月17日 | 一體兩面！撕開你的假面具！        | 147  | 04月18日 | 天降黃金？外星人送的禮物？            | 148  | 04月19日 | 君權神授真妖授 不如有個神爸爸   |
| 149  | 04月20日 | 萬年不腐千年不化 放久我還是好怕？ | 150  | 04月21日 | 是男人都有股蛋蛋的哀傷                | 151  | 04月24日 | 珠寶恆久遠 詛咒永流傳？         |
| 152  | 04月25日 | 恐有禍害 龍在江湖！               | 153  | 04月26日 | 雙瞳之能不稀奇 見鬼不怕才神奇         | 154  | 04月27日 | 無毒不丈夫 最毒婦人心           |
| 155  | 04月28日 | 最近電視有夠夯 這個差使真難當     | 156  | 05月1日  | 小人在老闆面前 眾人打他不要錢         | 157  | 05月2日  | 西藏自由行 佛教也藏因？！       |
| 158  | 05月3日  | 煞氣鎮四方 妖魔快退讓！           | 159  | 05月4日  | 古代高科技技術一等一？                | 160  | 05月5日  | 鹹酥雞配九層塔 鎮妖靠九層妖塔   |
| 161  | 05月8日  | 照妖？鏡在不言中...               | 162  | 05月9日  | 真的是有夠會籤託                      | 163  | 05月10日 | 魔音穿腦頭痛犯 噪音干擾讓人煩   |
| 164  | 05月11日 | 星辰之力？來自宇宙的星孩子        | 165  | 05月12日 | 春宵一刻值千金 弄得當晚不要不要停     | 166  | 05月15日 | 收不住的驚嚇                    |
| 167  | 05月16日 | 來人呀！馬上給我就地陣法          | 168  | 05月17日 | 人在江湖走 刀劍隨身有！               | 169  | 05月18日 | 地球上也有外星基因存在？        |
| 170  | 05月19日 | 陰地夜遊團 找鬼去哪玩？           | 171  | 05月22日 | 無奇不成書 書中黃金屋？               | 172  | 05月23日 | 今年雙春兼閏月 結婚被喊卡？     |
| 173  | 05月24日 | 面具下的謊言 證據會說話？         | 174  | 05月25日 | 廟會藝起來！                          | 175  | 05月26日 | 太極輪轉 陰陽相繼 剛柔並濟？    |
| 176  | 05月29日 | 鋤禾日當午 吃粽要端午？           | 177  | 05月30日 | 不是痴人也說夢！                      | 178  | 05月31日 | 善用下半身做該坐的事            |
| 179  | 06月1日  | 皇帝御賜 我的寶貝不可少！         | 180  | 06月2日  | 我的老天鵝啊 這裡是啥鬼地方？         | 181  | 06月5日  | 豪放藝術家畫中有玄機？          |
| 182  | 06月6日  | CSI真實現場－形惡之跡             | 183  | 06月7日  | 霸氣外漏！神秘的肉身圖騰              | 184  | 06月8日  | CSI真實現場－碧血丹心照汗青     |
| 185  | 06月9日  | 好吃到不要不要 竟暗藏玄機?        | 186  | 06月12日 | 老臣我夜觀星象!觀星恐有禍？           | 187  | 06月13日 | 錢多人人都叫好 地下使用不可少？ |
| 188  | 06月14日 | 美到讓人無法呼吸？                | 189  | 06月15日 | 我要成為火影王                        | 190  | 06月16日 | 皮盃相互印 指舞弄花心           |
| 191  | 06月19日 | 天啊!太黑暗了!這些都是料理?!      | 192  | 06月20日 | 如惡魔般的特種戰技來啦！              | 193  | 06月21日 | 部落興起 食人族的崛起？         |
| 194  | 06月22日 | 夏季養生有一套 輕鬆整天沒煩惱！   | 195  | 06月23日 | 大航海時代 嗑黑胡椒是一種炫富手段？！ |      |          |                                 |

## 作品的變遷
| 臺灣 中天娛樂台 每週一至週五 23:00 - 24:00 | 臺灣 中天娛樂台 每週一至週五 23:00 - 24:00  | 臺灣 中天娛樂台 每週一至週五 23:00 - 24:00 |
| ------------------------------------------ | ------------------------------------------- | ------------------------------------------ |
|                                            | 非常異視界 （2016年9月26日－2017年6月23日） |                                            |
| —                                          | 真的？假的 （2017年6月26日－2017年9月22日） |                                            |